# Scheiterhaufen

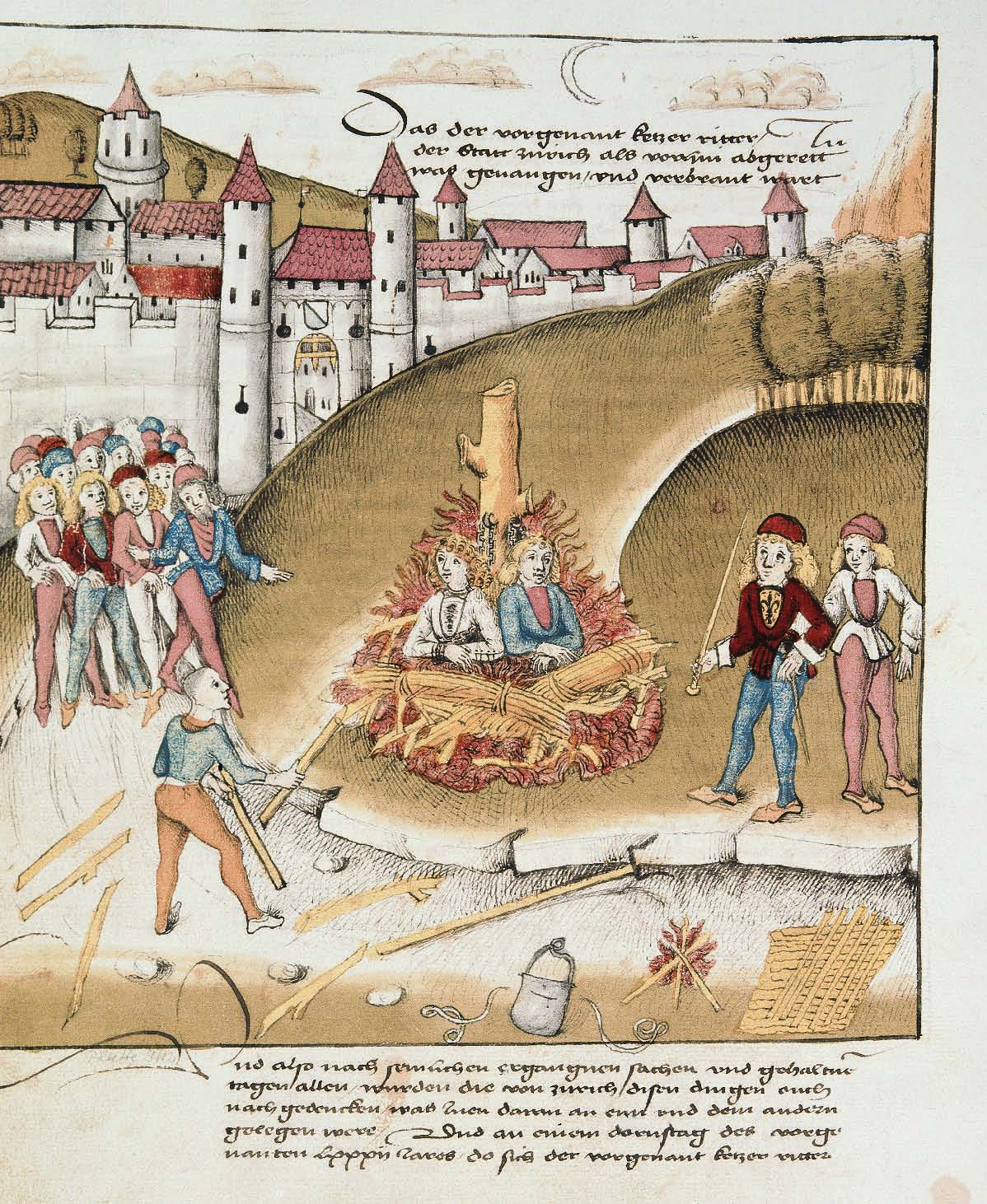
Verbrennung des Ritters von Hohenberg mit seinem Knecht wegen Sodomie; Grosse Burgunderchronik

Der Scheiterhaufen (Scheiter, alte Pluralform von Scheit, althochdeutsch scît ‚Holzstück‘) ist ein aufgeschichteter Haufen Scheithölzer, der zur Verbrennung eines Toten dient (Feuerbestattung) oder zur Hinrichtung von Menschen durch Verbrennen (Feuertod). Er diente bei Bücherverbrennungen auch der Vernichtung von durch Zensur verbotenen Schriften und Büchern.

## Feuerbestattung
Die Feuerbestattung, auch als Kremation bezeichnet, war weit verbreitet – auch in Amerika. In Europa und Asien ist sie seit der Jungsteinzeit meist parallel zur Erdbestattung nachweisbar. Da die Christen ebenso wie die Juden und Muslime die Totenverbrennung als unvereinbar mit dem Glauben an die Auferstehung betrachteten, geriet die Methode in christianisierten sowie in islamisierten Gebieten außer Gebrauch. In Nordasien kommt die Leichenverbrennung noch gelegentlich vor, vor allem die Burjaten verbrennen die Leichen von Schamanen in bester Kleidung zusammen mit Messer und Proviant auf Scheiterhaufen. Im hinduistischen Indien sind Scheiterhaufen bis heute die traditionelle Form der Kremation. Bis ins 21. Jahrhundert wurden dort in Einzelfällen in einer Witwenverbrennung Witwen zusammen mit dem Leichnam ihres Mannes verbrannt.

## Hinrichtungsmethode

Verbrennung Salzburger Täufer im Jahr 1528

Der Feuertod war im Römischen Reich der Spätantike eine verbreitete Form der Todesstrafe. Im Spätmittelalter und der Frühen Neuzeit wurden unbußfertige Ketzer, die der Häresie für schuldig befunden und deshalb zum Tod verurteilt wurden, üblicherweise auf dem Scheiterhaufen hingerichtet. Dasselbe geschah bei den Hexenverfolgungen während der Frühen Neuzeit und geschieht noch heute bei der Modernen Hexenverfolgung in Nepal.

### Verbrennung von Christen in der römischen Antike
Bereits das Zwölftafelgesetz (ca. 450 v. Chr.) sieht bei Brandstiftung die Verbrennung des Brandstifters vor, wobei dieser Regelung offenbar ein Talionsprinzip zugrunde liegt. Aus der römischen Republik ist indes die Anwendung nicht bekannt, was allerdings auf die Quellenlage zurückgeführt werden kann. Obwohl sporadische Belege für diese Strafform bereits unter Kaiser Tiberius vorliegen, wurde sie vermutlich erstmals unter Nero bei der Bestrafung von Christen, die der Verursachung des großen Brandes von Rom 64 n. Chr. beschuldigt waren, in größerem Umfang angewandt. Die antike Geschichtsschreibung führt das auf den grausamen Charakter des Kaisers zurück. Allerdings handelte es sich wohl eher um eine konsequente Anwendung des vorliegenden Rechts, wenn auch die tatsächliche Beteiligung der Christen am Brand zumindest zweifelhaft ist. In der Zeit nach Konstantin konnten auch die römischen Militärangehörigen mit dieser Strafe belegt werden, wenn diese sich der Verschwörung (coniuratio transfugae) mit dem Feind schuldig gemacht hatten.
Spätere christliche Märtyrerdarstellungen zeugen davon, dass das Lebendigverbrennen deliktunabhängig bei Christenprozessen zur Anwendung kam. In der von Religionskämpfen geprägten Spätantike drohte der nichtchristliche Kaiser Diokletian den Feuertod gegenüber der synkretistischen Glaubensgemeinschaft der Manichäer an. Kaiser Theodosius I. legte die trinitarische Richtung des Christentums als Staatsreligion fest. Nun kam es zur Unterdrückung Andersgläubiger, so wie zuvor oft Christen verfolgt wurden. Als später sogar die Todesstrafe gegen andersgläubige Christen verhängt wurde, wurden einige Todesarten von vornherein ausgeklammert: Die Kreuzigung in Analogie zur Hinrichtung Jesu, und wegen ihrer heidnischen Herkunft eine Hinrichtung im Amphitheater, wie die Damnatio ad bestias oder die Damnatio ad ferrum. Vom Verbrennen erwartete man sich eine reinigende Wirkung (siehe: Fegefeuer).

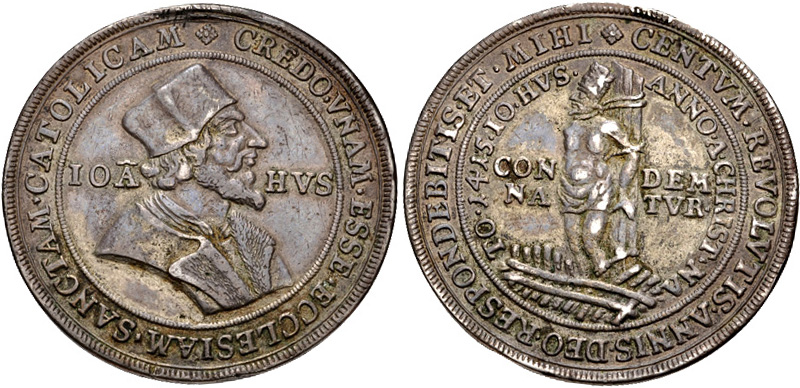
Hustaler zum Gedenken an den böhmischen Reformator Jan Hus, der 1415 in Konstanz als „Ketzer“ verbrannt wurde.

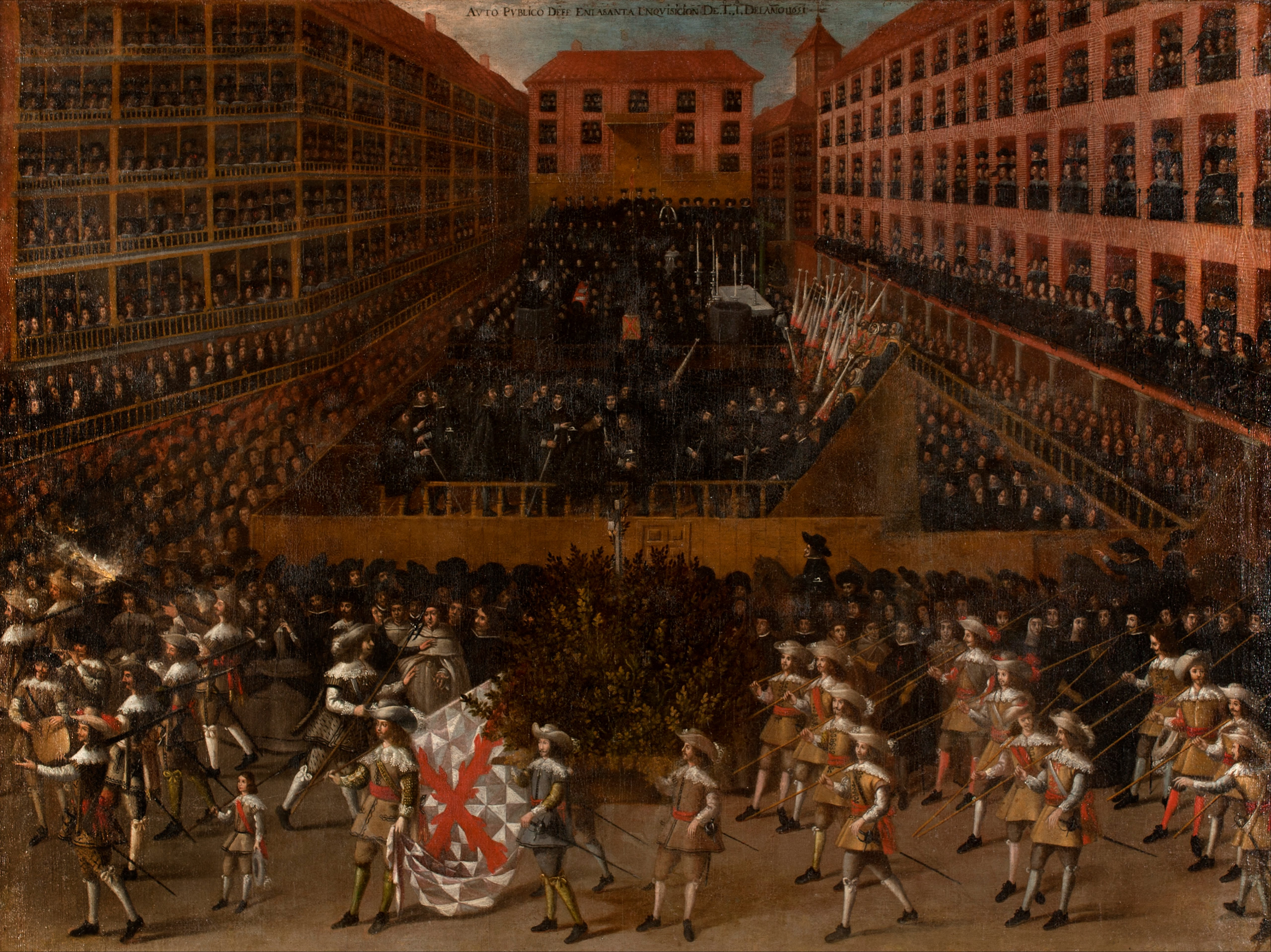
Autodafé (Gemälde von 1653)

### Verbrennung von Ketzern
„Ein halbes Jahrtausend lang war es üblich: Menschen wurden verbrannt, die seitens der Kirchenleitung als gefährlich eingeschätzt wurden.“ Die erste bekannte Verbrennung von Ketzern im christlich geprägten Europa des Mittelalters erfolgte im Jahr 1022 in Orléans.
Das war noch ein Einzelfall; später wurde eine solche Praxis zur Regel. Das von Kaiser Friedrich II. 1224 für die Lombardei erlassene „Antiketzergesetz“ sah den Feuertod für schwere Fälle von Häresie vor. 1231 übernahm Papst Gregor IX. das Gesetz für den kirchlichen Bereich. Im Inquisitionsverfahren zum Tode verurteilte Ketzer wurden in der Regel öffentlich auf dem Scheiterhaufen verbrannt. Die Formulierung für die Todesstrafe lautete meist, dass ein zum Tode verurteilter Ketzer „dem weltlichen Arm“ zu übergeben sei, da die Kirche selbst nach dem Grundsatz ecclesia non sitit sanguinem keine Todesstrafen vollziehen durfte.
Das in der frühen Neuzeit als Autodafé bezeichnete, feierlich als öffentlicher Akt begangene Glaubensgericht der spanischen und portugiesischen Inquisition fand mit der Verbrennung der zum Feuertod Verurteilten auf dem Scheiterhaufen seinen Abschluss, oft unter Anwesenheit aller kirchlichen und weltlichen Würdenträger. Soweit bekannt, fanden solche Autodafés von 1481 bis 1781 statt (beide Ereignisse waren in Sevilla).
Ab 1525 galt „Wieder-Taufen“ als Schwerverbrechen. In der Schweiz, in Österreich, in Deutschland und in den Niederlanden wurden viele Täufer getötet: Männer verbrannt, Frauen ertränkt.

### Verbrennung von Juden

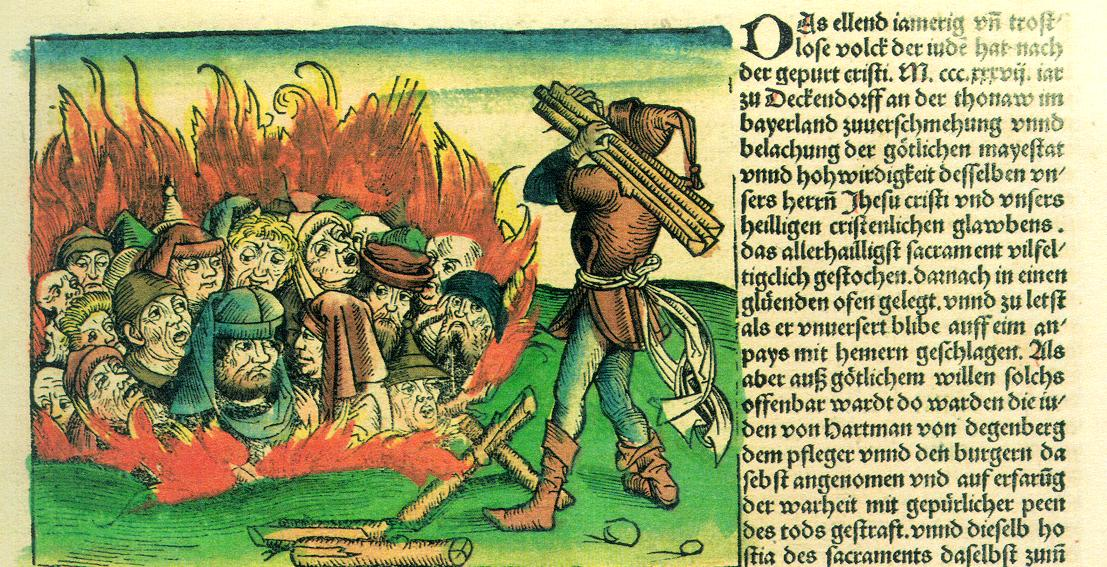
Judenverbrennung von Deggendorf 1338 in der Weltchronik von Hartmann Schedel (1493)

Der Feuertod war im Spätmittelalter die übliche Strafe für Juden wegen angeblicher Hostienschändung. Dokumentiert sind folgende Judenpogrome:
- 1338 in Deggendorf
- 1349 in Straßburg
- 1349 in Zürich
- 1351 in Königsberg (Neumark)
- 1421 in Wien
- 1453 in Breslau
- 1477 in Passau
- 1492 in Sternberg
- 1502 in Dubrovnik
- 1510 in Berlin

### Verbrennung von Straftätern und Hexen
Die „Peinliche Halsgerichtsordnung“ Kaiser Karls V., (Constitutio Criminalis Carolina) von 1532 sah Verbrennung als Strafe für Zauberei (§ 109), Falschmünzerei (§ 111), „Unkeuschheit wider die Natur“ (§ 116), Brandstiftung (§ 125) und Diebstahl einer Monstranz mit geweihter Hostie (§ 172) vor. Bei den frühneuzeitlichen Hexenverfolgungen wurden auch Frauen und Männer, die der Hexerei als überführt galten, lebendig verbrannt.
Neben der Methode, den Verurteilten bei lebendigem Leibe an den Brandpfahl gekettet oder gebunden zu verbrennen, gab es auch die Möglichkeit, diesen zuvor auf dem Scheiterhaufen zu erwürgen. Dies wurde als Gnadenakt angesehen. Weitere als gnädig angesehene Varianten bestanden in der Verwendung von frischem, noch feuchtem Holz, sodass der Verurteilte am Rauch erstickte, bevor sein Körper verbrannte, oder man band ihm ein Säckchen mit Schwarzpulver um den Hals, das explodierte, sobald es von den Flammen erreicht wurde.
Am 24. April 1751 wurde Anna Schnidenwind in Endingen am Kaiserstuhl bei vermutlich einer der letzten Hinrichtungen einer angeblichen Hexe in Deutschland erdrosselt und auf dem Scheiterhaufen verbrannt. Das letzte Todesurteil durch Verbrennen in Deutschland soll am 28. Mai 1813 auf der Berliner Jungfernheide vollstreckt worden sein, als Johann Peter Horst und Friederike Luise Delitz als Mitglieder einer Mordbrennerbande hingerichtet wurden.

### Bekannte Hinrichtungsopfer

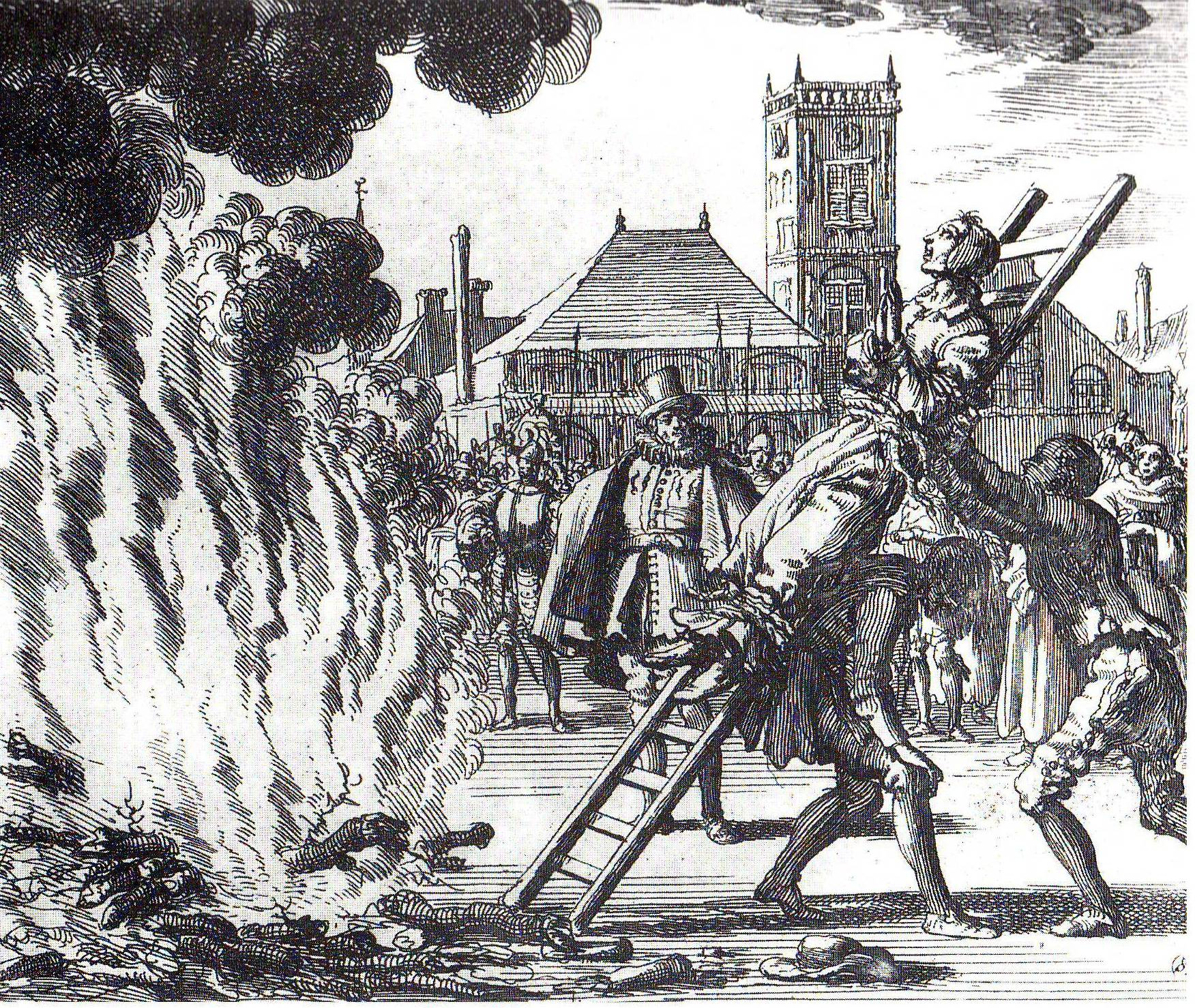
Feuerhinrichtung von Anneken Hendriks in Amsterdam 1571

Zu den Menschen, die auf dem Scheiterhaufen starben, gehören auch Persönlichkeiten mit herausragender geschichtlicher Bedeutung, zum Beispiel Fra Dolcino (1307), Marguerite Porete (1310), Jacques de Molay (1314), Jan Hus (1415), Jeanne d’Arc (1431), Girolamo Savonarola (1498), Balthasar Hubmaier 1528, Jakob Hutter (1536), Thomas Cranmer (1556) und Giordano Bruno (1600).

### Neuzeitliche Abbildungen von Brandpfählen
Im westsächsischen Glauchau hat sich aus dem Jahre 1875 eine colorierte Bleistiftzeichnung vom damals noch vorhandenen Glauchauer Richtplatz erhalten. Sie zeigt die Brandsäule (Brandpfahl) und einen rechteckigen, sechs Fuß hoch aufgemauerten Richtplatz in unmittelbarer Nähe der Säule. Die Brandsäule ist als oben angespitzter Baumstamm abgebildet. Hier wurde wohl 1772 die letzte öffentliche Hinrichtung mit dem Schwert und nachfolgende Verbrennung des Leichnams auf dem Scheiterhaufen durchgeführt. Säule und Richtplatz blieben nicht erhalten.